# 石坂 (富士市)
石坂（いしざか）は、静岡県富士市の大字。丁番を持たない単独町名である。住居表示は実施されていない。郵便番号は417-0862。
北西部ブロック・広見地区に属する。

## 地理
市の中央部に位置し、全体が緩い傾斜地となっている。中央を東名高速道路が東西に通り、西は富士インターチェンジのある伝法、東は今泉に接する。近年は開発が進み、北部に茶畑が僅かに残るものの、ほぼ全域が宅地化されている。

## 歴史
古くは富士郡石坂村であった。石坂村は現在の石坂、広見本町、広見東本町、広見西本町に当る。慶長4年（1599年）9月の横田村詮所付覚写（大宮司富士家文書）に村名が見える。
- 1889年（明治22年）3月1日 - 今泉村、一色村と合併し今泉村の一部となる。
- 1942年（昭和17年）6月14日 - 新設合併により生れた吉原町の一部となる。
- 1948年（昭和23年）4月1日 - 吉原町が市制施行、吉原市の一部となる。
- 1966年（昭和41年）11月1日 - 新設合併により生れた富士市の一部となる[8]。

## 世帯数と人口
2021年（令和3年）1月1日現在の、世帯数と人口は以下の通りである。
| 町丁 | 世帯数    | 人口    |
| ---- | --------- | ------- |
| 石坂 | 2,393世帯 | 5,275人 |

## 小・中学校の学区
市立小・中学校に通う場合、学区は以下の通りとなる。
| 町丁 | 町内会                             | 小学校             | 中学校             |
| ---- | ---------------------------------- | ------------------ | ------------------ |
| 石坂 | 石坂町1・2・3・4、広見町1・7・8・9 | 富士市立広見小学校 | 富士市立岳陽中学校 |

## 交通

### 道路
- 東名高速道路
- 大渕街道

### 路線バス
- 富士急静岡バス

## 施設
- 広見まちづくりセンター
- 静岡銀行広見支店
- 広見児童館
- 熊野神社
- 浄光寺
- 石坂桑原公園
- 広見桜第2公園
- 石坂西ノ原広場
- 山ノ段広場